# 二曲街道
二曲街道，是中华人民共和国陕西省西安市周至縣下辖的一个街道办事处。
2015年，陕西省民政厅批复同意撤销二曲镇，设立二曲街道办事处。

## 行政区划
二曲街道下辖以下地区：
淳风苑社区、风泉社区、城东社区、云塔社区、城西社区、城中社区、镇东村、镇丰村、八一村、李家村、北辛头村、胡家堡村、南辛头村、小寨子村、下孟家村、渭滩村、渭旗村、渭泉村和渭中村。